# Relacions entre Angola i la Unió Soviètica
Les relacions entre Angola i Rússia foren les relacions bilaterals històriques i actuals entre la República Popular d'Angola i la Unió Soviètica. Aquestes relacions van acabar quan el govern d'Angola va renunciar al marxisme-leninisme en 1990 i adoptà una política exterior pro-occidental. L'amistat personal entre el President Agostinho Neto i el líder de Cuba Fidel Castro va complicar la implicació de l'URSS en la Guerra Civil angolesa i la implicació en diversos intents d'assassinar Neto.
El líder soviètic Nikita Khrusxov va visitar Angola el 25 de maig de 1959.

## Guerra civil d'Angola
Mentre la presència portuguesa a l'Àfrica Occidental Portuguesa es reduïa, el Moviment Popular per a l'Alliberament d'Angola (MPLA), recolzat per la Unió Soviètica i el bloc de l'Est lluitaven contra el Front Nacional d'Alliberament d'Angola (FNLA), una organització amb seu a la zona bakongo del nord i aliada amb els Estats Units, la República Popular de la Xina i el govern de Mobutu al Zaire. Els Estats Units, Sud-àfrica, i diversos altres països africans també recolzaven la UNITA de Jonas Savimbi amb base ètnica i regional al cor Ovimbundu d'Angola central.

## Dècada del 1970
El govern de la Unió Soviètica, molt conscient de l'activitat de Sud-àfrica al sud d'Angola, envià soldats cubans a Luanda una setmana abans de l'11 de novembre de 1975, la data en què els nacionalistes angolesos s'havien posat d'acord per declarar la independència. Mentre que els oficials cubans va dirigir la missió i proporcionaren el gruix dels efectius, 60 agents soviètics del Congo es van unir als cubans el 12 de novembre. Els líders soviètics van prohibir expressament als cubans d'intervenir en la guerra civil d'Angola, centrant la missió en contenir Sud-àfrica.
Cuba vigilava de prop el desenvolupament. Neto havia demanat ajuda a la Unió Soviètica, però l'objectiu dels russos no tenia previst intervenir abans de les eleccions. Per contra, Cuba estava disposada a ajudar-los, com explica Fidel Castro: "Quan va començar la invasió d'Angola per les tropes sud-africanes regulars el 23 d'octubre, no ens podíem creuar de braços i quan el MPLA ens va demanar ajuda, els vam oferir l'ajuda necessària per prevenir que l'apartheid s'acomodés a Angola."
El desplegament d'aquestes tropes no havia estat coordinat amb l'URSS, com sovint es va informar i representar per l'administració dels EUA. Per contra, això va agafar de sorpresa a l'URSS.
Els russos havien deixat clar que sota cap circumstància no volien posar en perill les relacions amb les seves avançades més significatives en les proximitats dels EUA, però tractaren de mantenir en secret l'extensió del compromís de Cuba. Va ser només dos mesos després quan Moscou va acordar els arranjaments per a un màxim de 10 vols de transport des de Cuba a Angola. Per descomptat els EUA assumiren que l'URSS estava darrere de la interferència cubana. Només anys més tard els quedà clar que els cubans actuaren per compte propi. Degut a l'hostilitat entre els EUA i Cuba, els estatunidencs consideraven aquests vols dels cubans com una derrota que no es podia acceptar.

## Invasions de Shaba

província de Shaba, Zaire.

1.500 membres del Front Nacional d'Alliberament del Congo (FNLC) va envair Shaba, Zaire des de l'est d'Angola, el 7 de març de 1977. El FNLC volien enderrocar Mobutu i el govern d'Angola, que patia el suport de Mobutu al FNLA i UNITA, no va tractar d'aturar la invasió. El FNLC no va poder capturar Kolwezi, cor econòmic del Zaire, però va prendre Kasaji i Mutshatsha. Les tropes del Zaire van ser vençudes sense dificultat i el FNLC van continuar avançant. Mobutu va fer una crida d'ajuda al camerunès William Eteki, President de l'Organització d'Unitat Africana, el 2 d'abril. Vuit dies més tard, el govern francès va respondre a la petició de Mobutu i envià per via aèria 1.500 soldats marroquins a Kinshasa. Aquesta força va treballar conjuntament amb les tropes del Zaire i el FNLA d'Angola amb cobertura aèria de pilots d'Egipte amb avions Mirage francesos que van batre el FNLC. Van empentar als invasors, juntament amb un nombre de refugiats, cap a Angola i Zàmbia el mes d'abril.
Mobutu va acusar als governs angolès, cubà i soviètic de complicitat en la guerra. Neto i el govern d'Angola havien donat suport al FNLC en resposta al continu suport de Mobutu als anticomunistes d'Angola. John Stockwell, cap de la secció de la CIA a Angola, va dimitir després de la invasió, explicant en un article a The Washington Post titulat Why I'm Leaving the CIA i publicat el 10 d'abril de 1977 que ell havia advertit al secretari d'estat Henry Kissinger que el suport continu estatunidenc als rebels d'Angola podia provocar una guerra al Zaire. També va dir que això provocaria la implicació soviètica encoberta a Angola en resposta a la implicació estatunidenca.

## Revolta nitista
El ministre d'interior de Neto, Nito Alves, havia eliminat amb facilitat la Revolta do Leste de Daniel Chipenda i Revolta Activa durant la guerra de la independència. El fraccionisme dins el MPLA va constituir el major desafiament contra el poder de Neto des de finals de 1975 i va encarregar la tasca Alves d'acabar un cop més amb els dissidents. Alves va tancar els Comitès Cabral i Henda mentre expandia la seva influències dins el MPLA a través del seu control dels periòdics de la nació i la televisió estatal. Alves va visitar la Unió Soviètica a l'octubre de 1976. Quan va tornar, Neto va començar a prendre mesures per neutralitzar l'amenaça que va veure en els "nitistas", els seguidors d'Alves. Deu vehicles blindats amb la VIII brigada de les FAPLA van irrompre a la presó de São Paulo a les 4 A.M del 27 de maig, matant els guàrdies de la presó i alliberant més de 150 seguidors, entre ells 11 qui havia estat arrestats només uns dies abans.
El govern va detenir desenes de milers de sospitosos nitistes de maig a novembre i els va jutjar en tribunals secrets supervisats pel ministre de Defensa Iko Carreira. Aquells que van ser declarats culpables, com Van-Dúnem, Jacobo "monstruo inmortal" Caetano, cap de la VIII Brigada, i el comissari polític Eduardo Evaristo foren afusellats i enterrats en una tomba secreta. L'intent de cop va tenir un efecte durador és les relacions exteriors d'Angola. Alves s'havia oposat a la política exterior de no alineament i reformista, i multiracialista de Neto, afavorint relacions més estretes amb la Unió Soviètica, a qui volia concedir bases militars a Angola. Mentre que els soldats cubans ajudaren activament Neto a suprimir el cop, tan Alves com Neto creien que la Unió Soviètica recolzava la destitució de Neto. Raúl Castro va enviar 4.000 soldats més per prevenir futures dissensions en les files del MPLA i es va reunir amb Neto a l'agost com a mostra de solidaritat. Per contra, va créixer la desconfiança de Neto en la direcció soviètica i la relació amb l'URSS va empitjorar. Al desembre, el MPLA va celebrar el seu Primer Congrés del Partit i canvia el nom pel de MPLA-PT. El cop nitista va afectar negativament als membres del MPLA. El 1975 el MPLA es vantava de tenir 200.000 membres. Després del primer congrés del partit, la xifra va descendir a 30.000.

## Operation IA Feature
Dos dies abans de l'aprovació del govern dels Estats Units de l'Operació IA Feature, el secretari d'estat adjunt Nathaniel Davis va dir al secretari d'estat Henry Kissinger que creia que mantenir en secret l'afer IA seria impossible. Davis va predir correctament que la Unió Soviètica respondria mitjançant l'augment de la participació en el conflicte d'Angola, el que portaria a més violència i publicitat negativa per als Estats Units. Quan Ford va aprovar el programa, Davis va dimitir.

## Vietnam
La guerra del Vietnam va temperar la participació estrangera en la guerra civil d'Angola perquè ni la Unió Soviètica ni els Estats Units volien ser arrossegats a un conflicte intern d'una importància molt discutible en termes de guanyar la Guerra Freda. El cronista de CBS News Walter Cronkite va difondre aquest missatge en les seves transmissions a "intentar jugar la nostra petita participació en la prevenció d'aquest error aquesta vegada." El Politburó engegà un debat acalorat sobre en quina mesura la Unió Soviètica havia de continuar donant suport l'ofensiva del MPLA al febrer de 1976. El canceller Andrei Gromiko i el premier Aleksei Kosiguin va encapçalar una facció partidària d'un menor suport al MPLA i un major èmfasi en preservar distensió amb Occident. Leonid Brezhnev, llavors cap de la Unió Soviètica, es va imposar a la facció dissident i l'aliança soviètica amb el MPLA va continuar fins i tot quan Neto va reafirmar públicament la seva política de no alineació en el XV aniversari de la Primera Revolta.

## Pujada de dos Santos
Els soviètics, intentant incrementar la seva influència a Luanda, van començar a enviar a Angola busts de Vladimir Lenin, un avió ple de fullets amb el discurs de Brezhnev al Congrés del PCUS de febrer de 1976, i dos avions plens de pamflets denunciant Mao Zedong. Van enviar tants bustos que es van quedar sense l'estiu de 1976 i va sol·licitar més del departament de propaganda del PCUS. Tot i els millors esforços de la maquinària de la propaganda soviètica i la constant pressió d'Arseni Zvérev, l'encarregat de negocis soviètic, Neto es va mantenir ferm, negant-se a concedir a les bases militars permanents a Angola que els soviètics volien tan desesperadament. Els aliats de Neto, com el ministre de Defensa Iko Carreira i el secretari general del MPLA Lúcio Lara també irritaven la direcció soviètica amb llurs polítiques i personalitats. Amb Alves fora de joc, la Unió Soviètica promocionà per la direcció del MPLA al primer ministre Lopo do Nascimento internacionalista, contra Neto, un 'arribista'. Neto es va moure ràpidament per aixafar al seu adversari. El Comitè Central del MPLA-PT es va reunir del 6 al 9 de desembre. El Comitè va concloure la reunió destituint Nascimento com a primer ministre i com a Secretari de la Politburó, com a director de la Televisió Nacional, i director de Jornal de Angola. El comandant C.R. Dilolua va dimitir com a segon primer ministre i un membre del Politburó. En el mateix mes el Comitè va abolir els càrrecs de primer ministre i de viceprimer ministre. Aplanant el camí per dos Santos, Neto incrementà la composició ètnica de l'oficina política del MPLA-PT mentre substituïa la vella guàrdia de línia dura amb sang nova.

## Dècada del 1980

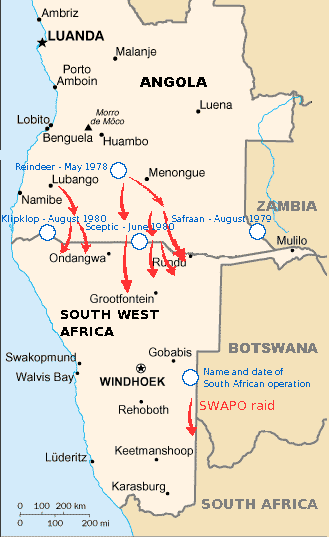
Operacions del SWAPO i de Sud-àfrica (1978-1980)

En la dècada de 1980 els enfrontaments es van estendre cap a l'exterior des del sud-est d'Angola, on s'havien localitzat la majoria dels combats a la dècada de 1970, quan el Congrés Nacional Africà (ANC) i el SWAPO van augmentar la seva activitat. El govern de Sud-àfrica va respondre enviant tropes a Angola, intervenint en la guerra de 1981 a 1987, el que va portar a la Unió Soviètica a lliurar quantitats massives d'ajuda militar de 1981 a 1986. En 1981, acabat d'elegir com a president dels Estats Units Ronald Reagan, el seu assistent de la secretària d'estat per a afers africans, Chester Crocker, va desenvolupar una política de vinculació, lligant la independència de Namíbia a la retirada de Cuba i a la pau a Angola.

## Democratic International
El 2 de juny de 1985 activistes conservadors estatunidencs crearen Democratic International, reunió simbòlica de militants anticomunistes, a la seu d'UNITA a Jamba (Cuando Cubango). Fundat principalment per Rite Aid i Lewis Lehrmani organitzat pels activistes anticomunistes Jack Abramoff i Jack Wheeler, entre els participants hi havia Savimbi, Adolfo Calero, líder dels Contras de Nicaragua, Pa Kao Her, líder rebel hmong de Laos, el tinent coronel Oliver North, membres de les forces sud-africanes, Abdurrahim Wardak, líder mujahidí afganès, Jack Wheeler, polític conservador estatunidenc, i moltes altres. Mentrestant l'administració Reagan, tot i que disposada a donar suport públicament la manifestació, expressava en privat la seva aprovació. Els governs d'Israel i Sud-àfrica van donar suport a la idea, però ambdós països van considerar desaconsellable participar en la conferència.
Els participants van emetre un comunicat que deia,
| « | Nosaltres, els pobles lliures que lluitem per la independència nacional i els drets humans, reunits a Jamba, declarem la nostra solidaritat amb tots els moviments d'alliberament al món i exposem el nostre compromís de cooperar per alliberar al nostre país dels imperialistes soviètics. | » |

## Dècada dels 1990
L'Assemblea Nacional va aprovar la Llei 12/91 en maig de 1991, coincidint amb la retirada de les últimes tropes cubanes, definint Angola com un "Estat democràtic basat en l'estat de dret" amb un sistema pluripartidista. Els observadors van considerar els canvis amb escepticisme. El periodista estatunidenc Karl Maier va escriure: "En la Nova Angola la ideologia està sent substituïda per la línia de fons, on la seguretat i la venda d'experiència en armament s'han convertit en un negoci molt rendible. Amb la seva riquesa en petroli i diamants, Angola és com un gran cadàver inflat i els voltors s'arremolinen al voltant. Els antics aliats de Savimbi s'estan canviant, atrets per l'aroma de moneda forta."